# Off Beat
Off Beat és una pel·lícula estatunidenca del 1986 del gènere de la comèdia romàntica. El protagonista és un bibliotecari que es fa passar per un policia amic seu.

## Repartiment
- Judge Reinhold com a Joe Gower
- Meg Tilly com a Rachel Wareham
- Cleavant Derricks com a Abe Washington
- Joe Mantegna com a Pete Peterson
- Jacques D'Amboise com a August[2]

## Rebuda
Tingué poc d'èxit de taquilla.
La crítica a AllMovie fou positiva, on s'elogià als actors principals Meg Tilly i Judge Reinhold i a Los Angeles Times el crític no la considerà com una bona pel·lícula perquè malgrat els bons actors el to de la pel·lícula el troba massa elaborat i l'argument massa poc creïble.